# Lutetiospongilla
Lutetiospongilla is een uitgestorven geslacht van sponsdieren uit de klasse van de Demospongiae (gewone sponzen).

## Soort
- Lutetiospongilla heili Richter & Wuttke, 1999 †